# Departamento Tehuelches
Tehuelches es un departamento ubicado en el centro oeste de la provincia del Chubut, Argentina.
Posee una superficie de 14 750 km² y limita al norte con el departamento de Languiñeo, al este con el de Paso de Indios, al sur con el de Río Senguer, y al oeste con la república de Chile.

## Demografía
En 2022 la población continuó su sostenido y lento crecimiento al alcanzar 5978 habitantes.
|           | 1947 | 1960     | 1970    | 1980    | 1991    | 2001    | 2010 | 2022  |
| Población | 4269 | 4884     | 5154    | 4728    | 4801    | 5159    | 5390 | 5978  |
| Variación | -    | +14,40 % | +5,52 % | −8,26 % | +1,54 % | +7,45 % | ?    | 10.9% |

Fuente: Instituto Nacional de Estadísticas y Censos (INDEC).

## Localidades
- Gobernador Costa
- José de San Martín
- Río Pico
- Doctor Atilio Oscar Viglione (o Las Pampas)

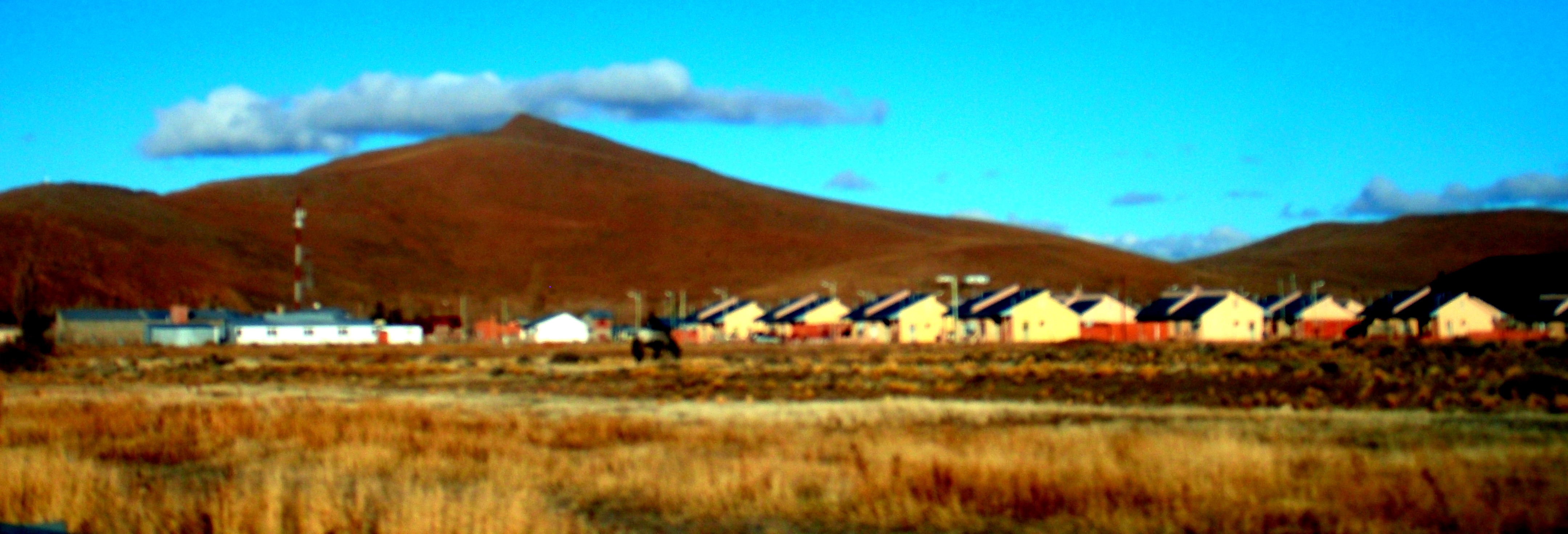
Vista de Gobernador Costa.

## Parajes
- Aldea Shaman
- Alto Río Pico
- Arroyo Arenoso
- Lago Vintter
- Laguna Blanca
- Nueva Lubecka
- Putrachoique
- Río Frías
- San Rafael

## Economía
Las actividades económicas que se llevan adelante son las de servicios, pero la actividad económica principal sigue siendo la ganadería ovina.